# 卡敦拉山口

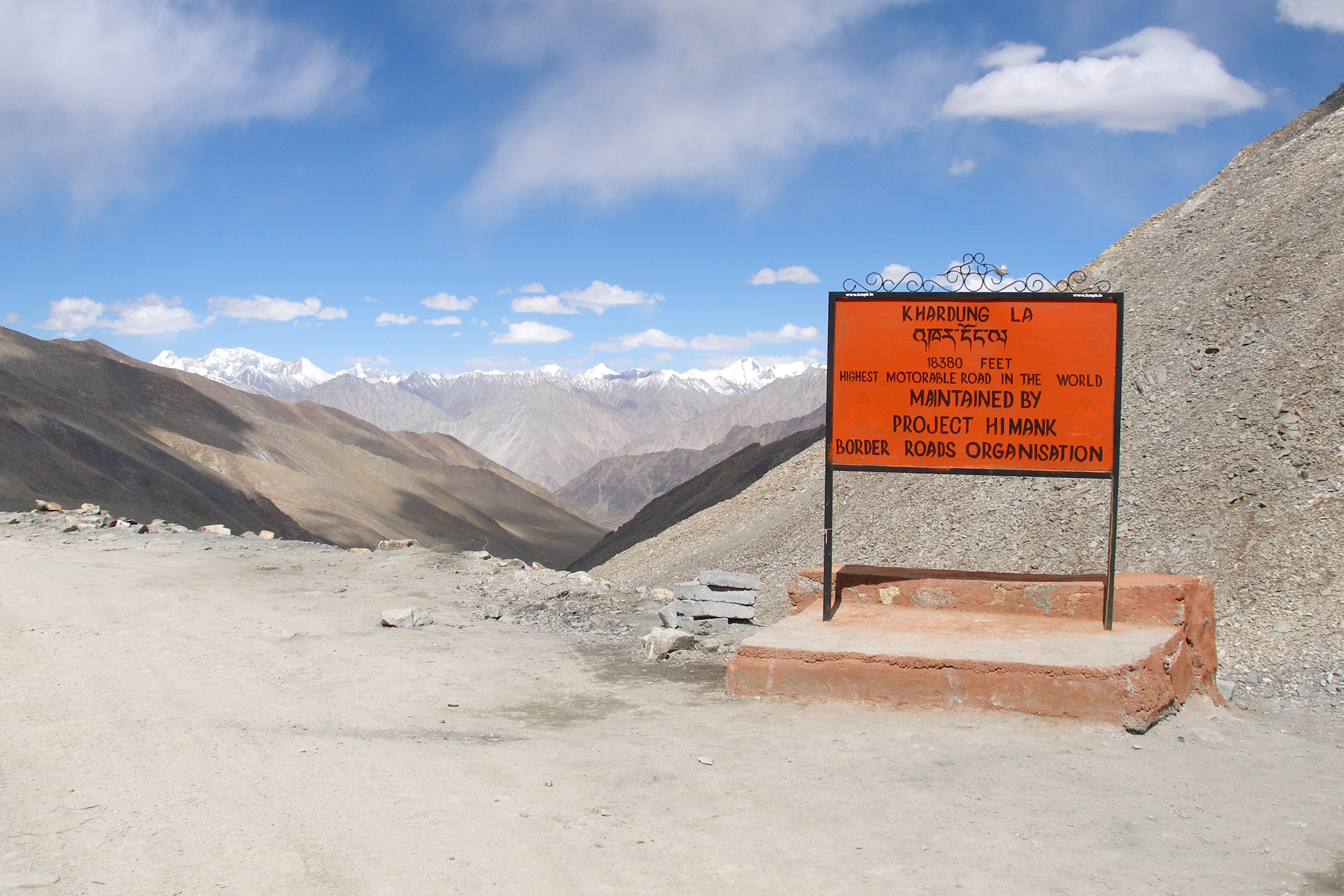
路牌錯誤地標示海拔18,380英尺的高度

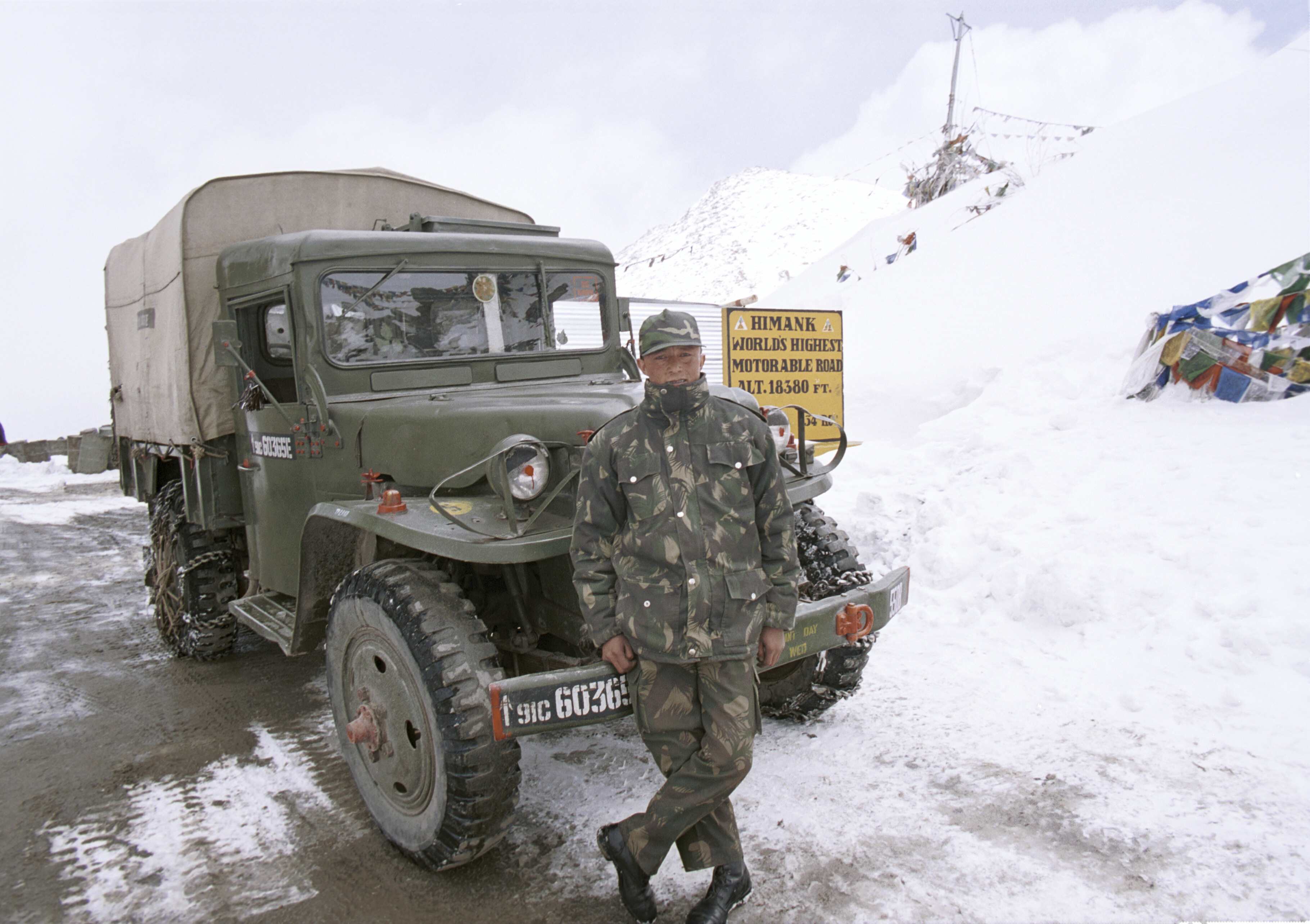
冬季的卡敦拉山口

卡東拉山口是拉达克的一处山口，海拔 5,359 m。位於絲綢之路之上，是历史上从塔里木盆地的喀什到拉达克首府列城所经的最后一座山口。现今修建的公路可从拉达克到锡亚琴冰川底端。